# Liaison 22
 (août 2025).
Si vous disposez d'ouvrages ou d'articles de référence ou si vous connaissez des sites web de qualité traitant du thème abordé ici, merci de compléter l'article en donnant les références utiles à sa vérifiabilité et en les liant à la section « Notes et références ».
La liaison 22 est un standard de liaison de l'OTAN pour la transmission et la réception sans-fil et sécurisées d'informations tactiques entre des unités militaires.
La liaison 22 est avec la liaison 16 et la liaison J-over-IP en cours de définition, l'une des trois liaisons de données tactiques mises en œuvre par les forces interarmées, utilisant les données (c'est-à-dire le vocabulaire) de série-J.
Le contenu de sa messagerie et le protocole d'émission sont définis par le STANAG 5522.
Les caractéristiques techniques sont définies dans les STANAG 4372 Saturn - Ed 2 dated 26 Nov 02, pour la gamme UHF et STANAG 4444, pour la gamme HF pour les modes protégés.
Sa mise en œuvre opérationnelle est définie dans le document OTAN AdatP-33 qui est un ensemble de procédures permettant la mise en œuvre d'un réseau de liaisons de données tactiques multiliaisons. Ce document est l'héritier du JMTOP américain (Joint Multi-TADIL Operating Procedures).

## Histoire
Le développement de la liaison 22 a débuté en 1987 au sein du programme NATO Improved Link 11 (NILE) (liaison 11 améliorée de l´OTAN) avec pour objectif de remplacer la liaison 11 et de permettre une interopérabilité optimale avec la liaison 16. Les nations participantes de l´OTAN à ce programme sont le Canada, la France, l'Allemagne, l'Italie, l'Espagne, le Royaume-Uni et les États-Unis. Le Program Office était abrité par l'entité SPAWAR de l'US Navy à Crystal City (VA) avant son départ à San Diego (CA).
Des groupes d'experts d'origine étatique ou industrielle ont participé aux phases de définition. L'objectif initial (d'où le NATO IMPROVED LINK) était de remplacer la liaison 11, créée par les USA après la seconde guerre mondiale et dont la mise en service a commencé dans les années 60 : celle-ci était en effet facilement brouillable et utilisait des protocoles d'accès rudimentaires. La Liaison 22 transmet des données tactiques dans des datagrammes fixes de 72 bits, ce format étant compatible avec la liaison 16. Comme la liaison 16, les canaux de communications sont partagés entre les unités par l'utilisation du protocole AMRT.
Le mode AMRT (TDMA en Anglais), a des variantes appelées FSL TDMA (Fixed Slot Lenght TDMA) ou VAsL TDMA (Variable Slot Length TDMA).

## Mode de fonctionnement

Réseau Liaison 22

La liaison 22 peut mettre en œuvre jusqu'à 8 réseaux radios simultanés au sein d'un super réseau, chaque réseau employant une modulation radio HF ou UHF (ultra-hautes fréquences) de son choix au sein d'une large gamme de modulations disponibles. Une unité militaire peut participer jusqu'à 4 de ces réseaux simultanément. Les liaisons UHF sont destinées aux transmissions à portée optique uniquement et les liaisons HF aux transmissions à longue portée (jusqu'à 300 milles marins).